# Dreamscape (Ron Boots)
Dreamscape is een studioalbum van Ron Boots. Hij nam het op in zijn eigen geluidsstudio Dreamscape te Eindhoven in het najaar van 1989 en voorjaar 1990. Het is Boots' eerste album dat direct op compact disc verscheen, eerdere albums van hem verschenen destijds alleen op muziekcassette. Het verscheen eerst op Synteam, daarna bij zijn eigen platenlabel Groove Unlimited, dat hij samen runde met Kees Aerts. Bij de heruitgave werd de track Rivers 2003, een nieuwe opname van het originele Rivers meegeperst. Bij de heruitgave gaf Ron Boots aan, dat er van het originele album meer dan 4500 exemplaren verkocht waren.

## Musici
- Ron Boots – synthesizers, elektronica
- Bas Broekhuis – slagwerk
- Ron Doesberg – gitaar, basgitaar op Dreamscape II
- Eric van der Heijden – synthesizers op Dreamscape II
- Desiree Derksen – stem op Dreamscape II

## Muziek
| Nr. | Titel                                                                              | Duur  |
| --- | ---------------------------------------------------------------------------------- | ----- |
| 1.  | Cougarland (Boots)                                                                 | 6:45  |
| 2.  | The stand (Boots)                                                                  | 14:02 |
| 3.  | Silent nature (Boots)                                                              | 11:14 |
| 4.  | Rivers (Boots)                                                                     | 7:35  |
| 5.  | Cry of the heart (Boots)                                                           | 8:40  |
| 6.  | Dreamscape I (Boots)                                                               | 9:20  |
| 7.  | Dreamscape II (Boots, Broekhuis, Doesborg, Van der Heijden, Reina de Jong (tekst)) | 12:00 |
| 8.  | Rivers 2003 (Boots)                                                                | 7:43  |